# بویژوس نویز

نماد رسمی بویژوس نویز (پسران دیوانه)

بویژوس نویز (به کاتالانی: Boixos Nois، که ریشه در لغت کاتالانی Bojos دارد و به صورت کلی به معنای پسران دیوانه معنی می‌شود.) (به انگلیسی: Crazy Boys) نام گروهی از هواداران افراطی فوتبال می‌باشد که به حمایت از باشگاه فوتبال بارسلونا می‌پردازند و در ایالت کاتالونیا مستقر هستند. این گروه در سال ۱۹۸۱ تأسیس شد و تا زمان همسو شدن با موج کله‌پوستیها در اواسط ۱۹۹۰ که جهت‌گیری سیاسی آن‌ها را از سوسیالیسم و ملی‌گرایی کاتالان به سیاست‌های راست تندرو استقلال‌طلبی کاتالان و سیاست‌های راست تندرو ملی‌گرایی اسپانیا تغییر داد، از چپ‌گراهای ملی‌گرای کاتالان تشکیل شده بود. برای سال‌های زیادی بویژوس نویز رابطه بسیار نزدیکی با باشگاه فوتبال بارسلونا داشت، تا زمانی که خوان لاپورتا، رئیس باشگاه در سال ۲۰۰۳ آن‌ها را از ورود به ورزشگاه منع کرد.
آنها در اسپانیا به دلیل رفتار خشونت‌آمیز و درگیری‌های مکرر با مقامات بدنام هستند و برخی از اعضا به اتهام تهدید به مرگ، قتل، نگهداری غیرقانونی سلاح گرم، اخاذی و قاچاق مواد مخدر محکوم شده‌اند.
بویژوس نویز همچنین کابوس تیم های دیگر به حساب می آید. رئال مادرید در زمان حضور آنها در نیوکمپ موفق به‌ شکست  بارسلونا نشده بود.